# GNOME Disks
Disks (também conhecido como gnome-disk-utility, GNOME Disks ou palimpsest) é um front-end gráfico do udisks incluido no pacote gnome-disk-utility. Ele pode ser usado para gerenciamento de partições, monitoramento S.M.A.R.T., benchmarking e software RAID (até a v. 3.12). Uma introdução está inclusa no GNOME Documentation Project.
O Disks era previamente conhecido como GNOME Disks Utility ou palimpsest. Udisks foi nomeado para DeviceKit-disks em versões mais antigas. DeviceKit-disks é parte do DeviceKit que foi planejado para substituir certos aspectos do HAL. HAL e DeviceKit foram ambos depreciados.
Um recurso único do gerenciador de partição é que as tarefas são executadas em plano de fundo, mesmo após a aplicação ter sido fechada pelo usuário.
O Disks foi incluído em várias distribuições Linux incluindo Debian, Ubuntu, Linux Mint, Trisquel, Fedora, Red Hat Enterprise Linux 6 e CentOS.